# 臥如龍國家公園
臥如龍國家公園（英語：Wooroonooran National Park）是位于澳大利亞昆士蘭州北部凱恩斯附近的一座國家公園，其中棲息著許多珍稀動植物，為澳大利亞世界自然遺產昆士蘭溼熱帶地區的一部分。絕大部分的贝伦登克尔岭都位于這座公園之内，其中包括据昆士蘭最高的兩座山，即巴特尔弗里尔山（1622米）和贝伦登克尔山（1592米）。該公園分爲南北兩個部分，約翰斯頓河流經公園北部。